# كهف ساتورنو
كهف ساتورنو هو كهف سينوتي يقع بالقرب من فاراديرو، مقاطعة ماتنزاس، كوبا. يشتهر الكهف بممارسة الغوص في السينوتي به.